# Tyr (miasto)
Tyr (arab. ‏صور‎, aram. ‏ܣܘܪ‎, hebr. ‏צוֹר‎, stgr. Τύρος) – starożytne miasto Fenicjan, współcześnie miasto portowe Sur w Libanie, na wschodnim wybrzeżu Morza Śródziemnego.
Współcześnie ośrodek gospodarczy regionu uprawy drzew cytrusowych, winorośli, oliwek; liczy około 60 tysięcy mieszkańców. Posiada połączenie kolejowe i drogowe z portem w Sydonie. Jego nazwa znaczy „skała” lub „klif”. Z dawnych zabytków zachowały się starożytna nekropolia, pozostałości katedry, termy, rzymski hipodrom, dwie ulice kolumnowe oraz budynek widowiskowy. W 1984 roku Tyr został wpisany na Listę światowego dziedzictwa UNESCO.

## Położenie
Tyr leży nad Morzem Śródziemnym na południu Libanu, ok. 80 km na południe od stolicy kraju Bejrutu i 19 km na północ od granicy z Izraelem . 

## Historia

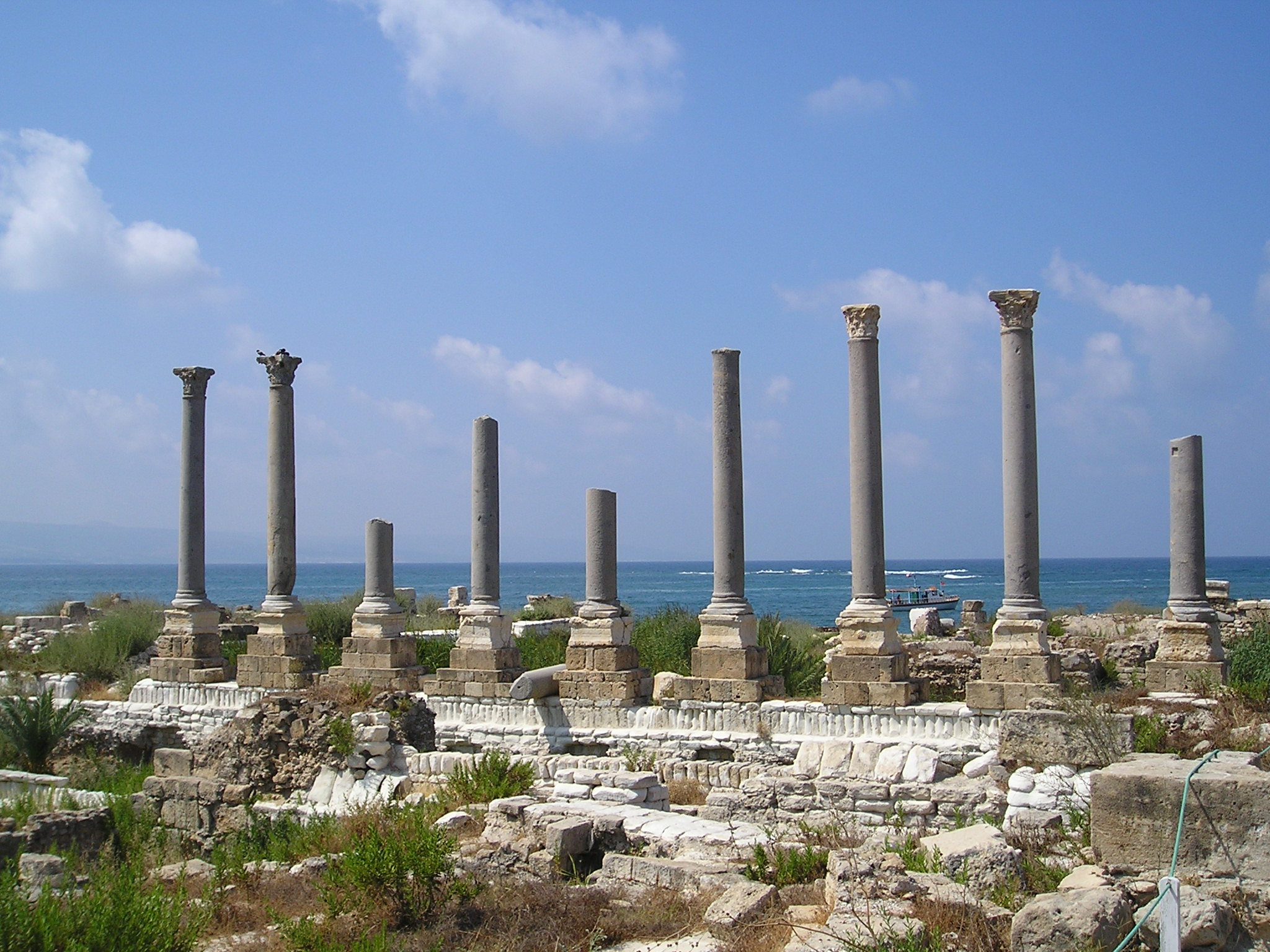
Kolumnada palestry w Tyrze

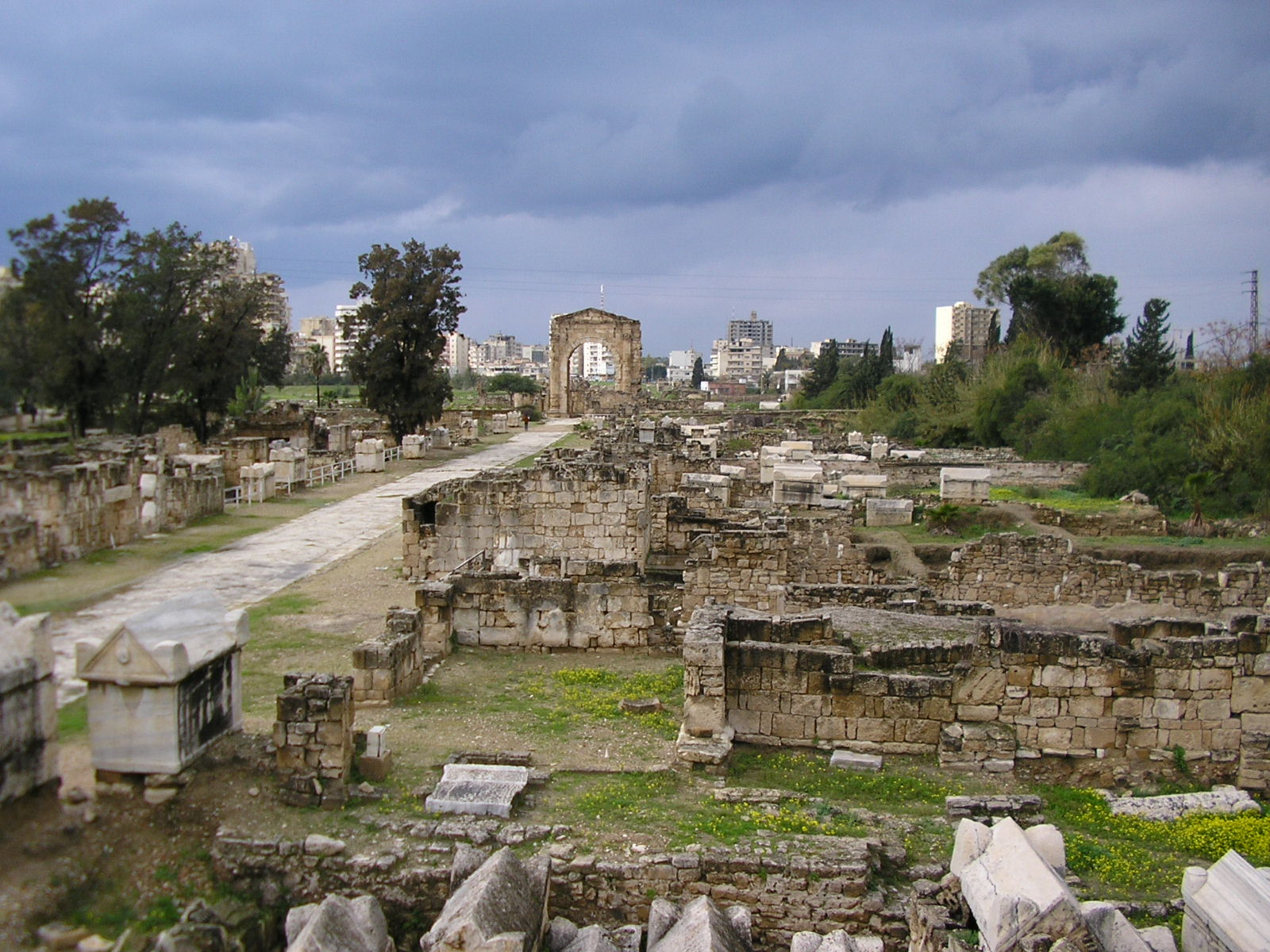
Rzymskie ruiny w Tyrze

### Starożytność
Najstarsze znane ślady osadnictwa pochodzą z około 1500 p.n.e., ale przyjmuje się za Herodotem, że miasto zostało założone około roku 2750 p.n.e.
Miasto powstało na wyspie przybrzeżnej i było najprawdopodobniej początkowo kolonią Sydonu . W egipskich źródłach z XIV w. p.n.e. wzmiankowane jako posiadłość egipska . Uniezależnił się wraz z osłabieniem wpływów egipskich w Fenicji .     
Listy amarneńskie wymieniają Tyr pośród miast Kanaanu.
Tyr był ważnym ośrodkiem religijnym politeizmu fenickiego, mieściła się w nim świątynia Baala i Melkarta. Słynął też z produkcji rzadkiego rodzaju purpury zwanej tyryjską. Według legendy purpurę wynaleziono właśnie w Tyrze. Barwnik otrzymywano z obecnie wymarłego gatunku ślimaków – murex. Odcienie purpury – od różowego do ciemnego fioletu – uzyskiwano przez różny czas suszenia ślimaków na słońcu. Kolor ten w wielu kulturach starożytnych był zastrzeżony dla rodzin królewskich i szlacheckich; również szaty kapłańskie były w nim farbowane. Fenicja zawdzięcza swoją nazwę temu barwnikowi.
Począwszy od panowania króla Hirama, Tyr stał się głównym ośrodkiem politycznym i gospodarczym Fenicji, utrzymującym kontakty m.in. z Tarszisz i Damaszkiem, wysyłającym statki w odległe tereny Morza Śródziemnego. Według przekazów biblijnych, Hiram utrzymywał przyjazne stosunki z Dawidem i Salomonem. Tyryjscy żeglarze przemierzali wody Morza Śródziemnego i zakładali emporia na wyspach Morza Egejskiego, na Cyprze, na północnych wybrzeżach Afryki, na Sycylii i Korsyce oraz za słupami Herkulesa (Kadyks). Najważniejszą kolonią Tyru była założona około 814 p.n.e. Kartagina, która stała się następnie niepodległym państwem.
Antyczny Tyr składał się z dwóch części: skalistej fortecy na stałym lądzie nazywanej „Starym Tyrem” i miastem wybudowanym na małej skalistej wysepce około 800 metrów od brzegu. To warowne miejsce było bezskutecznie oblegane przez Asyryjczyków Salmanasara III, później jednak Fenicjanie musieli dla zachowania niezależności płacić daninę na rzecz Asyrii. Tyru nie zdołał podbić też babiloński król Nabuchodonozor II. Oblężenie Tyru (586–573 p.n.e.), trwało 13 lat, po czym zawarto kompromisowy pokój. W czasie wojen grecko-perskich Persowie wykorzystywali port w Tyrze dla swojej floty.
W 332 p.n.e. miasto zdobył Aleksander Macedoński po siedmiomiesięcznym oblężeniu, podczas którego Macedończycy wybudowali groblę łączącą wyspę ze stałym lądem. Po tej klęsce znaczenie polityczne Tyru spadło.
Od 286 p.n.e. miastem władali Ptolemeusze, a od 197 p.n.e. Seleucydzi. Od 64 p.n.e. znajdowało się pod władzą Rzymu. W okresie rzymskim stanowiło regionalny ośrodek produkcyjny.
Przedmieścia Tyru odwiedził w czasie swej działalności Jezus Chrystus, a okoliczni mieszkańcy wyruszali do Palestyny słuchać jego nauk. Później w mieście powstała wspólnota wczesnochrześcijańska zaraz po śmierci Szczepana, a Paweł z Tarsu, po powrocie ze swojej trzeciej podróży misyjnej, spędził tu tydzień na rozmowach z uczniami.

### Średniowiecze
W 638 roku miasto opanowali Arabowie. Zdobyte po pierwszej krucjacie przez chrześcijan, w latach 1124–1291 znajdowało się pod rządami krzyżowców. Było jednym z najważniejszych miast Królestwa Jerozolimskiego. W 1291 roku odbite przez Sułtanat mameluków.

### Nowożytność i współczesność
Od pierwszej połowy XVI wieku miasto należało do Imperium Osmańskiego. Pod władzą Turków utraciło znaczenie. Na początku XX wieku Tyr liczył jedynie 6000 mieszkańców.
W 1984 roku Tyr został wpisany na Listę światowego dziedzictwa UNESCO.

## Lista królów Tyru
- Abibaal(inne języki) (?)
- Hiram I (969–936 p.n.e.)
- Baalezer(inne języki)(935–919 p.n.e.)
- Abdasztart(inne języki) (918–910 p.n.e.)
- Etbaal I (887–856 p.n.e.)
- Baalezer II(inne języki) (855–830 p.n.e.)
- Mattan I(inne języki) (829–821 p.n.e.[15] )
- Pigmalion (820–774 p.n.e.[16])
- Milkiram (przed 750 p.n.e.[17])
- Etbaal II(inne języki) (750–740 p.n.e.)
- Hiram II(inne języki) (739–730 / 736–729 p.n.e.[15] )
- Mattan II(inne języki) (730–729 p.n.e.)
- Elulaios(inne języki) (729–694 / 728–692 p.n.e.[14])
- Baal I(inne języki) (680–660 p.n.e.)

- Etbaal III(inne języki) (591–573 p.n.e.)
- Baal II(inne języki) (573–564 p.n.e.[14])

- Maharbal (555–552 p.n.e.[15] )
- Hiram III(inne języki) (552–533/532 p.n.e.[15] )
- Hiram IV(inne języki) (?)[15]
- Mattan III(inne języki) (fl. 480 p.n.e.[15] )
- Abdasztart(inne języki) (359–349 p.n.e.[15] )
- Azemilk(inne języki)/Ozmilk (349–332 p.n.e.[15] )